# Harrison Dillard

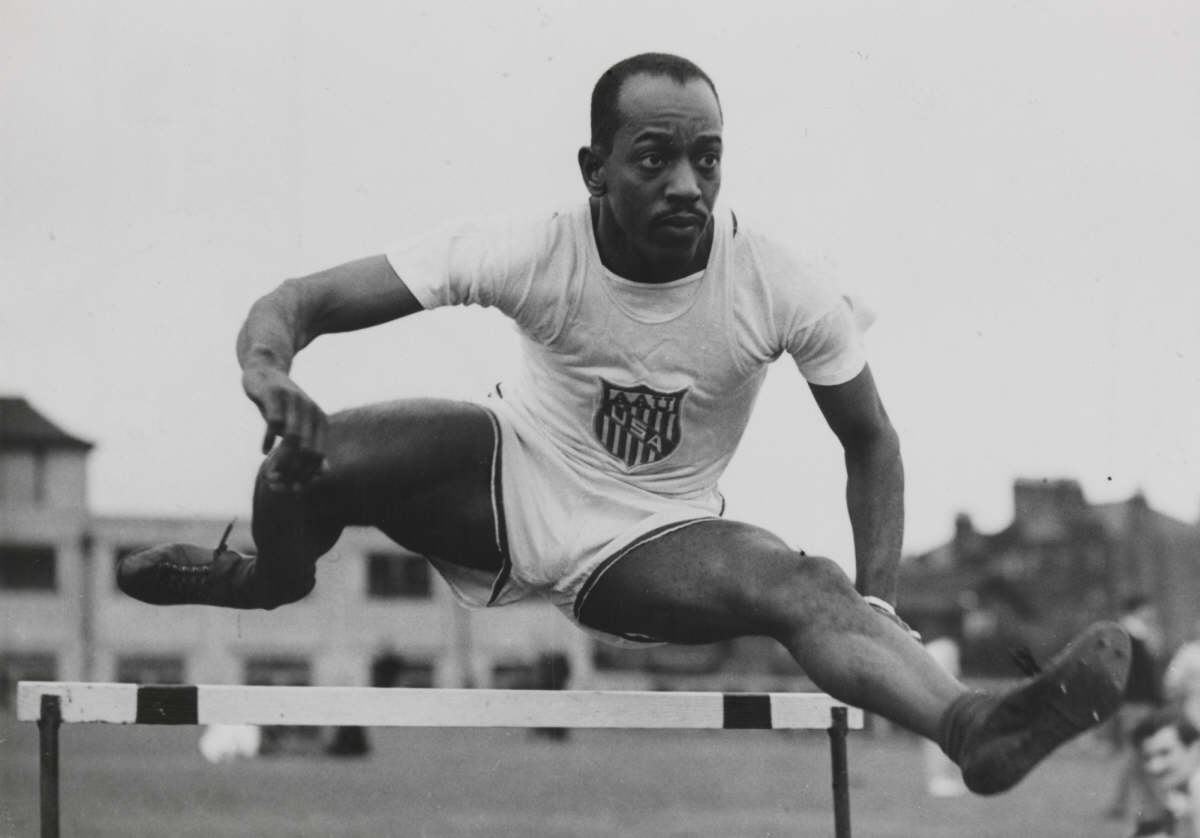
Harrison Dillard tijdens de OS van 1948 in Londen.

William Harrison (Harrison) Dillard (Cleveland, 8 juli 1923 – aldaar, 15 november 2019) was een Amerikaans atleet.
Dillard is tot op heden de enige atleet die bij atletiek op Olympische Spelen een gouden medaille heeft behaald op zowel de 100 m als de 110 m horden. Bovendien won hij tweemaal goud op de 4 × 100 m estafette.

## Biografie

### Geïnspireerd door Jesse Owens
Dillard, zoon van een losse arbeider en als scholier zo mager, dat hij de bijnaam 'Bones' kreeg, was op dertienjarige leeftijd getuige geweest van de intocht in Cleveland van Jesse Owens. Later had hij een ontmoeting met zijn grote voorbeeld, die hem een paar spikes uit Berlijn cadeau deed.Hij vestigde in 1942 voor het eerst de aandacht op zich, toen hij als junioratleet vijfde werd bij de Amerikaanse atletiekkampioenschappen voor senioren op de 400 m horden. Daarnaast werd hij bij de jeugdkampioenschappen tweede op de 110 en derde op de 200 m horden.

### Eerste olympische titels
De Tweede Wereldoorlog, waarvoor hij in militaire dienst werd geroepen, onderbrak zijn nog prille atletiekloopbaan. Na de oorlog hervatte Dillard zijn commerciële studie aan het Baldwin-Wallace College in Ohio en ook de atletiek pakte hij weer op. Hij won in die tijd 201 van de 207 sprint- en hordenfinales waaraan hij deelnam. In de periode van 31 mei 1947 tot 26 juni 1948 won hij 82 achtereenvolgende sprint- en hordenraces, dus was hij op de Amerikaanse selectiewedstrijden voor de Spelen, de US Trials, de grote favoriet om zich op de 110 m horden te kwalificeren voor de Olympische Spelen in Londen. Dat lukte echter niet, omdat hij tijdens zijn race drie horden toucheerde en de strijd staakte. Op de 100 m kwalificeerde hij zich als derde en laatste echter wel. Prompt werd hij in Londen op dit nummer olympisch kampioen. Ook was hij lid van de winnende Amerikaanse 4 × 100 m estafetteploeg. Samen met Barney Ewell, Lorenzo Wright en Mel Patton veroverde hij met een tijd van 40,6 s zijn tweede gouden medaille.

### Opnieuw olympisch kampioen
Vier jaar later kwalificeerde Dillard zich op de 110 m horden wel voor de Olympische Spelen in Helsinki. Na zich te hebben geplaatst voor de finale, won hij die vervolgens in de olympische recordtijd van 13,7, vlak voor zijn landgenoot Jack Davis die dezelfde eindtijd kreeg toegemeten. Op die Spelen was hij opnieuw lid van de winnende 4 × 100 m estafetteploeg, die verder bestond uit Dean Smith, Lindy Remigino en Andy Stanfield. Dit keer was de winnende tijd van de Amerikanen 40,1. Het leverde Dillard zijn vierde gouden olympische plak in totaal op.
Harrison Dillard verzamelde in totaal dertien Amerikaanse titels en vestigde wereldrecords op nu niet langer gangbaar zijnde nummers als de 120 yd horden in 13,6 in 1948, de 220 yd horden op een rechte baan in 22,5 in 1946 en 22,3 in 1947.
In 2013 werd hij opgenomen in de IAAF Hall of Fame.

## Titels
- Olympisch kampioen 100 m - 1948
- Olympisch kampioen 110 m horden - 1952
- Olympisch kampioen 4 × 100 m - 1948, 1952
- Amerikaans kampioen 110 m horden - 1946, 1947, 1952
- Amerikaans kampioen 200 m horden - 1946, 1947
- Amerikaans indoorkampioen 60 yd horden - 1947, 1948, 1949, 1950, 1951, 1952, 1953, 1955
- NCAA-kampioen 120 yd horden - 1946, 1947
- NCAA-kampioen 220 yd horden - 1946, 1947

## Persoonlijke records
| Onderdeel    | Prestatie | Jaar |
| ------------ | --------- | ---- |
| 100 yd       | 9,4 s     | 1949 |
| 100 m        | 10,3 s    | 1947 |
| 200 m        | 20,8 s    | 1948 |
| 110 m horden | 13,6 s    | 1948 |

## Palmares

### 100 m
- 1948:  OS - 10,3 s (OR)

### 60 yd horden
- 1947:  Amerikaanse kamp. - 7,4 s
- 1948:  Amerikaanse kamp. - 7,2 s
- 1949:  Amerikaanse kamp. - 7,2 s
- 1950:  Amerikaanse kamp. - 7,3 s
- 1951:  Amerikaanse kamp. - 7,4 s
- 1952:  Amerikaanse kamp. - 7,4 s
- 1953:  Amerikaanse kamp. - 7,3 s
- 1955:  Amerikaanse kamp. - 7,3 s

### 110 m horden
- 1946:  Amerikaanse kamp. - 14,2 s
- 1947:  Amerikaanse kamp. - 14,0 s
- 1952:  Amerikaanse kamp. - 13,7 s
- 1952:  OS - 13,7 s (OR)

### 200 m horden
- 1946:  Amerikaanse kamp. - 23,35 s
- 1947:  Amerikaanse kamp. - 23,3 s

### 4 × 100 m
- 1948:  OS - 40,6 s
- 1952:  OS - 40,1 s

## Onderscheidingen
- IAAF Hall of Fame - 2013

1896: Thomas Burke ·
1900: Francis Jarvis ·
1904: Archie Hahn ·
1908: Reggie Walker ·
1912: Ralph Craig ·
1920: Charley Paddock ·
1924: Harold Abrahams ·
1928: Percy Williams ·
1932: Eddie Tolan ·
1936: Jesse Owens ·
1948: Harrison Dillard ·
1952: Lindy Remigino ·
1956: Bobby Morrow ·
1960: Armin Hary ·
1964: Bob Hayes ·
1968: Jim Hines ·
1972: Valeri Borzov ·
1976: Hasely Crawford ·
1980: Allan Wells ·
1984: Carl Lewis ·
1988: Carl Lewis ·
1992: Linford Christie ·
1996: Donovan Bailey ·
2000: Maurice Green ·
2004: Justin Gatlin ·
2008: Usain Bolt ·
2012: Usain Bolt ·
2016: Usain Bolt ·
2020: Marcell Jacobs ·
2024: Noah Lyles
1912: Jacobs, Macintosh, d'Arcy, Applegarth ·
1920: Paddock, Scholz, Murchison, Kirksey ·
1924: Clarke, Hussey, Leconey, Murchison ·
1928: Wykoff, Quinn, Borah, Russell ·
1932: Kiesel, Toppino, Dyer, Wykoff ·
1936: Owens, Metcalfe, Draper, Wykoff ·
1948: Ewell, Wright, Dillard, Patton ·
1952: Smith, Dillard, Remigino, Stanfield ·
1956: Murchison, King, Baker, Morrow ·
1960: Cullmann, Hary, Mahlendorf, Lauer ·
1964: Drayton, Ashworth, Stebbins, Hayes ·
1968: Greene, Pender, Smith, Hines ·
1972: Black, Taylor, Tinker, Hart ·
1976: Glance, Jones, Hampton, Riddick ·
1980: Moeravjov, Sidorov, Prokofjev, Aksinin ·
1984: Graddy, Brown, Smith, Lewis ·
1988: Bryzgin, Krylov, Moeravjov, Savin ·
1992: Marsh, Burrell, Mitchell, Lewis ·
1996: Esmie, Gilbert, Surin, Bailey ·
2000: Drummond, Williams, Lewis, Greene ·
2004: Gardener, Campbell, Devonish, Lewis-Francis ·
2008: Bledman, Burns, Callender, Thompson ·
2012: Carter, Frater, Blake, Bolt ·
2016: Powell, Blake, Ashmeade, Bolt ·
2020: Desalu, Jacobs, Patta, Tortu ·
2024: Brown, Blake, Rodney, De Grasse
1896: Tom Curtis ·
1900: Alvin Kraenzlein ·
1904: Frederick Schule ·
1908: Forrest Smithson ·
1912: Fred Kelly ·
1920: Earl Thomson ·
1924: Daniel Kinsey ·
1928: Sydney Atkinson ·
1932: George Saling ·
1936: Forrest Towns ·
1948: William Porter ·
1952: Harrison Dillard ·
1956: Lee Calhoun ·
1960: Lee Calhoun ·
1964: Hayes Jones ·
1968: Willie Davenport ·
1972: Rod Milburn ·
1976: Guy Drut ·
1980: Thomas Munkelt ·
1984: Roger Kingdom ·
1988: Roger Kingdom ·
1992: Mark McKoy ·
1996: Allen Johnson ·
2000: Anier García ·
2004: Liu Xiang ·
2008: Dayron Robles ·
2012: Aries Merritt ·
2016: Omar McLeod ·
2020: Hansle Parchment ·
2024: Grant Holloway
- Gemeinsame Normdatei: 1061422879
- World Athletics: 14347643
- International Standard Name Identifier: 0000 0004 4339 4644
- Library of Congress Control Number: no2015096043
- Virtual International Authority File: 311620925
- WorldCat: E39PBJgH8XdmppVVHbcywPMtrq